# Honeyman Island
Honeyman Island är en ö i Kanada.   Den ligger i territoriet Nunavut, i den nordöstra delen av landet, 2 700 km norr om huvudstaden Ottawa. Arean är 20,1 kvadratkilometer.
Terrängen på Honeyman Island är platt. Öns högsta punkt är 172 meter över havet. Den sträcker sig 5,1 kilometer i nord-sydlig riktning, och 6,2 kilometer i öst-västlig riktning.
Trakten runt Honeyman Island består i huvudsak av gräsmarker. Trakten runt Honeyman Island är nära nog obefolkad, med mindre än två invånare per kvadratkilometer.